# Eutanyderus oreonympha
Eutanyderus oreonympha är en tvåvingeart som beskrevs av Alexander 1938. Eutanyderus oreonympha ingår i släktet Eutanyderus och familjen Tanyderidae.
Artens utbredningsområde är New South Wales. Inga underarter finns listade i Catalogue of Life.